# Gennaro Pascarella
Gennaro Pascarella (ur. 28 marca 1948 w Cervino) – włoski duchowny katolicki, biskup Pozzuoli w latach 2005–2023, również biskup Ischii w latach 2021–2023.

## Życiorys
Święcenia kapłańskie otrzymał 14 września 1974 i inkardynowany został do diecezji Acerra. Po studiach w Neapolu został wikariuszem w Acerra, zaś w 1979 został delegatem biskupim ds. powołań. Od 1983 był kanclerzem diecezjalnej kurii.
14 listopada 1998 papież Jan Paweł II mianował go ordynariuszem diecezji Ariano Irpino-Lacedonia.
10 stycznia 2004 został mianowany biskupem koadiutorem diecezji Pozzuoli. Pełnię rządów w diecezji objął 2 września 2005 po przejściu na emeryturę poprzednika.
22 maja 2021 papież Franciszek mianował go biskupem Ischii, łącząc tym samym ją unią in persona episcopi z diecezją Pozzuoli.
20 czerwca 2023 tenże sam papież przyjął jego rezygnację z pełnionych funkcji.